# Daniele fra i pellirosse
Daniele fra i pellirosse (The Dude Goes West) è un film del 1948 diretto da Kurt Neumann.
È una commedia western statunitense con Eddie Albert, Gale Storm e James Gleason.

## Produzione
Il film, diretto da Kurt Neumann su una sceneggiatura di Mary Loos e Richard Sale, fu prodotto da Frank King e Maurice King per la King Brothers Productions e girato nell'Iverson Ranch a Chatsworth in California. Il titolo di lavorazione fu The Tenderfoot.

## Colonna sonora
- Old Dan Tucker - scritta da Daniel Decatur Emmett
- Rock of Ages - musica di Thomas Hastings, parole di Augustus Montague Toplady

## Distribuzione
Il film fu distribuito con il titolo The Dude Goes West negli Stati Uniti dal 30 maggio 1948 al cinema dalla Allied Artists Pictures.
Altre distribuzioni:
- in Francia il 18 maggio 1949 (Le bourgeois téméraire)
- in Finlandia il 6 gennaio 1950 (Keikari lähtee länteen)
- in Germania Ovest il 10 febbraio 1950 (Abenteuer im wilden Westen)
- in Austria il 9 giugno 1950 (Abenteuer im wilden Westen)
- in Portogallo il 26 aprile 1954 (O Rival de Texas Jack)
- in Italia (Daniele fra i pellirosse)

## Promozione
La tagline è: "HE WAS A GOOD MAN...AMONG THE BAD!".